# Diário de Amigas (série de televisão)
Diário de amigas (título original em hebraico יומני החופש הגדול) é uma série de televisão de Disney Channel Israel. Em Israel, a primeira temporada teve sua estreia em 19 de agosto de 2012 e em 18 de agosto de 2013 teve a estreia da segunda temporada. No Brasil teve uma pré-estreia em 1 de maio de 2014 em Disney Channel e sua estreia oficial foi em 12 de maio de 2014.